# Colcapirhua
Colcapirhua är en ort i Bolivia.   Den ligger i departementet Cochabamba, i den centrala delen av landet, 210 km nordväst om huvudstaden Sucre. Colcapirhua ligger 2 561 meter över havet och antalet invånare är 48 631.
Terrängen runt Colcapirhua är kuperad åt nordväst, men åt sydost är den platt. Runt Colcapirhua är det mycket tätbefolkat, med 1 463 invånare per kvadratkilometer.. Närmaste större samhälle är Cochabamba, 8,6 km öster om Colcapirhua.
Runt Colcapirhua är det i huvudsak tätbebyggt.